# Przegub napędowy

Przegub synchroniczny Rzeppa

Przegub asynchroniczny Cardana

Przegub napędowy – rodzaj kompensacyjnego sprzęgła przymusowego, stosowanego w budowie maszyn do łączenia wałów w celu przekazywania momentu obrotowego, dopuszczającego znaczne odchylenie kątowe osi (na ogół do 45°), które może zmieniać się w czasie pracy.
Przenoszenie ruchu może być synchroniczne – wtedy oba wały poruszają się z identyczną prędkością – lub asynchroniczne, czyli z prędkością chwilową cyklicznie zmieniającą się w trakcie jednego obrotu.
Przeguby w układach napędowych służą do przekazywania momentu obrotowego z jednego wału na inny, gdy osie obrotu tych wałów są do siebie nachylone. Przeguby asynchroniczne, ze względu na pulsacje momentu napędowego, mogą być stosowane tylko przy małych prędkościach obrotowych lub przy odchyleniach kątowych osi nieprzekraczających kilku stopni.
Przeguby są powszechnie stosowane w samochodach osobowych z przednim napędem w celu umożliwienia skrętu kół napędzanych. W pojazdach z tylnym napędem przeguby umożliwiają przeniesienie napędu pomiędzy skrzynią biegów a mostem napędowym, niezależnie od zmian położenia mostu.

## Rodzaje przegubów napędowych
- przeguby asynchroniczne
  - przegub krzyżakowy (Cardana)
- przeguby homokinetyczne (synchroniczne)
  - przegub dwukrzyżakowy (podwójny Cardana)
  - przegub Weissa
  - przegub Rzeppa
  - przegub Tracta
  - przegub Birfielda